# Vithuvad fruktduva
Vithuvad fruktduva (Ptilinopus eugeniae) är en fågel i familjen duvor inom ordningen duvfåglar.

## Utseende och läte
Vithuvad fruktduva är en spektakulärt färgad duva med lysande vitt huvud och en scharlakansröd fläck på bröstet. Resten av fjäderdräkten är övervägande grön. Lätet är ett distinkt dubblerat "wootWOOT".

## Utbredning och systematik
Fågeln är endemisk för östra Salomonöarna och förekommer på Makira, Malaupaina och Ugi. Den behandlas som monotypisk, det vill säga att den inte delas in i några underarter.

## Status
Vithuvad fruktduva har ett begränsat utbredningsområde, men beståndet anses vara stabilt. IUCN kategoriserar arten som livskraftig.

## Namn
Fågelns vetenskapliga artnamn hedrar Eugénie de Montijo (1826–1920), fransk kejsarinna gift med Napoléon III.